# ジェフェルソン・モレイラ・ナシメント
ジェフェルソン・モレイラ・ナシメント（Jefferson Moreira Nascimento, 1988年7月5日 - ）は、ブラジル・カンポ・フォルモソ出身の元サッカー選手。現役時代のポジションはディフェンダー。

## 経歴
2012-13シーズンにプリメイラ・リーガのGDエストリル・プライアに移籍した。2012年11月11日のモレイレンセFC戦で初得点を挙げる。2017年6月16日、SCブラガに期限付き移籍をした。

## タイトル

### クラブ
スポルティングCP
- タッサ・デ・ポルトガル：2014-15, 2018-19
- スーペルタッサ・カンディド・デ・オリベイラ：2015
- タッサ・ダ・リーガ：2018-19